# David Fincher
David Fincher (* 28. srpna 1962, Denver, Colorado, USA) je americký filmový režisér a producent. Jeho filmy, převážně thrillery jako Klub rváčů, Sedm a Úkryt, jsou typické svou temnou a depresivní atmosférou. Za filmy Podivuhodný případ Benjamina Buttona (2008) a Sociální síť (2010) byl nominován na Oscara za nejlepší režii. Jeho zatím posledním snímkem je akční thriller Zabiják (2023).

## Mládí a začátek kariéry
David Andrew Leo Fincher se narodil 28. srpna 1962 v Denveru rodičům Claire Mae a Howardovi Kellymu Fincherovým. Když mu byly dva roky, přestěhovala se rodina do města San Anselmo v Kalifornii. Později se přestěhovali znovu, tentokrát do města Ashland v Oregonu, kde Fincher také absolvoval střední školu. První filmy na osmimilimetrovou kameru začal díky inspiraci filmem Butch Cassidy a Sundance Kid točit už v osmi letech. Vyhnul se tradičnímu filmovému vzdělání a raději si sehnal práci ve filmovém průmyslu. Nejdřív dělal jednoduchou manuální práci jako vkládání filmu do kamery pro produkční skupinu Korty Films. V roce 1983 získal místo u společnosti Industrial Light & Magic, kde pracoval na filmech jako Star Wars: Epizoda VI – Návrat Jediů a Indiana Jones a chrám zkázy. Rok nato společnost opustil, aby se mohl věnovat natáčením spotu pro American Cancer Society (Americkou společnost pro boj s rakovinou), ve které byl zobrazen lidský plod kouřící cigaretu. Tím rychle přilákal pozornost hollywoodských producentů a v roce 1985 se mu naskytla příležitost režírovat dokumentární film o Ricku Springfieldovi The Beat of the Live Drum. I nadále se věnoval natáčení reklamních spotů, např. pro společnosti Revlon, Converse, Nike, Pepsi, Sony nebo Levi’s, brzy se ale přesunul k hudebním videoklipům, kterých natočil velké množství.

## Videoklipy
Ve snaze stát se režisérem začal Fincher točit hudební videoklipy a reklamy pro společnost Propaganda Films. Není jediným režisérem, který piloval své umění natáčením pro tuto společnost: podobně začínali Michael Bay, Antoine Fuqua, Spike Jonze, Michel Gondry, Zack Snyder, Gore Verbinski nebo Alex Proyas.
Fincher natočil mnoho velkorozpočtových hudebních videoklipů pro pestrou škálu umělců (včetně Madonny, Billyho Idola, Pauly Abdulové, Roye Orbisona, Jody Watleyové, Howarda Hewetta, Ricka Springfielda, Jermaina Stewarta, Steva Winwooda, Neneh Cherry, George Michaela a Michaela Jacksona) a kapel (Aerosmith, The Rolling Stones, Nine Inch Nails, A Perfect Circle, The Motels, The Wallflowers, Wire Train a The Outfield). Jeho klip k písni „The End of Innocence“ Dona Henleyho získal cenu MTV Video Music Award pro nejlepší mužský videoklip roku 1990. V kategorii Nejlepší režie získal tuto cenu dvakrát po sobě za klipy pro Madonnu („Express Yourself“ v roce 1989 a „Vogue“ v roce 1990). Přitom v roce 1990 získal v této kategorii tři ze čtyř možných nominací (za klipy pro Madonnu, Dona Henleyho a Aerosmith).

## Celovečerní filmy

### Vetřelec 3 (1992)
Po několika hudebních videoklipech natočil Fincher svůj první celovečerní film Vetřelec 3 (1992, v originále Alien3). Ten sice získal nominaci na Oscara za nejlepší vizuální efekty, ale jinak byl špatně hodnocen kritiky i diváky. Fincher se při natáčení několikrát pohádal se společností 20th Century Fox kvůli scénáři a rozpočtu. V knize The Director’s Cut obviňuje producenty, že v něj nevložili dostatečnou důvěru. V rozhovoru pro The Guardian z roku 2009 se vyjádřil, že není nikdo, kdo tento film nenáviděl a nenávidí víc než on sám.
Po Vetřelci 3 se Fincher dočasně vrátil k natáčení reklam a hudebních klipů. V tomto období natočil například klip k písni The Rolling Stones „The Love is Strong“ oceněné cenou Grammy.

### Sedm (1995)
V roce 1995 režíroval Fincher film Sedm (v originále Se7en) podle scénáře Andrewa Kevina Walkera. V něm se dva detektivové v podání Brada Pitta a Morgana Freemana snaží dopadnout sériového vraha, který při vraždách vychází ze sedmi smrtelných hříchů. Film vydělal přes 100 milionů dolarů v USA a přes 300 milionů dolarů celosvětově a byl nominován na Oscara v kategorii nejlepší střih. Předseda společnosti New Line Cinema, Arnold Kopelson, původně odmítl povolit natáčení šokující vrcholné scény, ale díky Bradu Pittovi, který prohlásil, že z filmu odejde, pokud bude konec změněn, nakonec Fincher mohl původní scénu natočit a použít.

### Hra (1997)
Po úspěchu filmu Sedm se Fincher pustil do natáčení Hry (1997, v originále The Game), filmu o samotářském bankéři Nicholasi Van Ortonovi (Michael Douglas), kterému dá mladší bratr (Sean Penn) k narozeninám zvláštní dárek: hru, ve které je Nicholas hlavním hráčem a která mu brzy začne pronikat do života, až přestává být jisté, kde jsou hranice mezi hrou a realitou. Film sklidil úspěch u kritiků, ale návštěvnost v kinech nebyla nijak závratná.

### Klub rváčů (1999)
Fincherovým dalším filmem byl Klub rváčů (1999, v originále Fight Club), adaptace stejnojmenného románu Chucka Palahniuka z roku 1996. Bezejmenným vypravěčem filmu je muž trpící insomnií (Edward Norton), který se seznámí s výstředním Tylerem Durdenem (Brad Pitt), a společně si zřídí „klub rváčů“, kam se civilizací deprimovaní muži chodí prát. Další excentrickou postavu, Marlu Singer, zahrála Helena Bonham Carterová.
Přestože v době uvedení film především kvůli nedůvěře studia a špatné propagaci propadl, brzy po vydání DVD získal kultovní status a nyní je diváky i kritiky hodnocen jako jeden z nejlepších filmů všech dob. Americký časopis Entertainment Weekly, který dal původně filmu negativní hodnocení, později zařadil Klub rváčů na první místo žebříčku 50 Essential DVDs. Britský časopis Total Film ho v roce 2006 ohodnotil jako čtvrtý nejlepší film všech dob. Před něj se dostaly jen filmy Čelisti (3. místo), Vertigo (2. místo) a Mafiáni (1. místo).

### Úkryt (2002)
V roce 2002 natočil Fincher thriller Úkryt (v originále Panic Room) o matce (Jodie Fosterová) s dcerou (Kristen Stewartová), které se schovají ve speciálně zařízené místnosti (tzv. panic room) svého nového domu před třemi zločinci (Forest Whitaker, Jared Leto a Dwight Yoakam), kteří zde hledají ukryté peníze. Film vydělal celosvětově skoro 200 milionů dolarů. Fincher sám přiznal, že Úkryt je mainstreamovější než jeho ostatní filmy a v komentáři na DVD ho popsal jako „dobrý béčkový film o dvou lidech zavřených v komoře“.

### Zodiac (2007)
Pět let po Úkrytu, v roce 2007, Fincher natočil film Zodiac, adaptaci knih Roberta Graysmithe o případu sériového vraha Zodiaca. Ve filmu hráli Jake Gyllenhaal, Mark Ruffalo, Robert Downey Jr., Anthony Edwards a Brian Cox a byl to Fincherův první film točený převážně na digitální kameru. Podle původního plánu měl film jít do kin na podzim roku 2006, ale kvůli neshodám Finchera s producenty byla premiéra odsunuta až na březen 2007.
Zodiac byl jeden z nejlépe hodnocených filmů roku 2007 – pouze dva filmy se ten rok objevovaly v žebříčcích častěji: Tahle země není pro starý a Až na krev. Přesto ale nebyl kasovně úspěšný, s rozpočtem 65 milionů dolarů vydělal v USA pouze 33 milionů (celosvětově 84 milionů)). Oproti očekáváním také nezískal žádnou nominaci na Oscara.

### Podivuhodný případ Benjamina Buttona (2008)
Podivuhodný případ Benjamina Buttona (2008, v originále The Curious Case of Benjamin Button) je adaptace stejnojmenné povídky F. Scotta Fitzgeralda, příběhu o životě a smrti s fantaskními prvky. Byl to už třetí Fincherův film, ve kterém si jednu z hlavních postav zahrál Brad Pitt. Další role ztvárnily např. Cate Blanchettová, Tilda Swintonová a Taraji P. Henson. Film měl rozpočet 150 milionů dolarů částečně kvůli nákladům na speciální efekty, pomocí kterých mohla postava Benjamina Buttona postupně mládnout. Celosvětově vydělal přes 300 milionů dolarů. Byl nominován na 13 cen americké filmové Akademie včetně Fincherovy první nominace za nejlepší režii. Získal nakonec tři Oscary v technických kategoriích.

### The Social Network (2010)
V roce 2010 natočil Fincher film Sociální síť o založení Facebooku a právních sporech, které ho doprovázely. Scénář napsal Aaron Sorkin na základě knihy Bena Mezricha The Accidental Billionaires. Obsazení se skládalo především z mladých herců v čele s Jessem Eisenbergem v roli Marka Zuckerberga, Andrewem Garfieldem a Justinem Timberlakem. Na soundtracku pracovali Trent Reznor a Atticus Ross. Fincher byl dlouholetým fanouškem Reznorovy kapely Nine Inch Nails, pro kterou režíroval videoklip ke skladbě „Only“. Film měl velký úspěch u kritiků, přestože ho Zuckerberg a další kritizovali za faktické nepřesnosti. Byl nominován na osm Oscarů, z nichž získal tři: za nejlepší adaptovaný scénář, nejlepší hudbu a nejlepší střih; a na šest Zlatých glóbů, z nichž získal čtyři: za nejlepší film (drama), nejlepší režii, nejlepší scénář a nejlepší hudbu.

### Muži, kteří nenávidí ženy (2011)
Jde již o druhou filmovou adaptaci stejnojmenného románu Stiega Larssona (první byl švédský film z roku 2009). Film se natáčel ve Švédsku a hlavní role ztvárnili Rooney Mara (která hrála také v The Social Network), Daniel Craig, Stellan Skarsgård, Christopher Plummer a Robin Wrightová. Film byl chválen především za herecké výkony Craiga a Mary, temnou a noirovou atmosféru a hudbu Trenta Reznora a Atticuse Rosse. Film získal pět nominací na Oscara (včetně nominace za nejlepší ženský herecký výkon v hlavní roli pro Rooney Maru), proměnil pouze cenu za nejlepší střih.

### Zmizelá (2014)
Zmizelá (2014, v originále Gone Girl) je adapatce stejnojmenného psychothrilleru od Gillian Flynnové. Hlavní role ztvárnili Ben Affleck a Rosamunde Pike, v dalších rolích se objevily např.: Neil Patrick Harris, Tyler Perry nebo Emily Ratajskowski. Film měl rozpočet 61 milionů dolarů, jen v Americe vydělal přes 167 milionů dolarů a celosvětové tržby se vyšplhaly na částku necelých 370 milionů dolarů. Scénář adaptovala sama autorka knižní předlohy a hudbu se opět postarala dvojice Trent Reznor a Atticus Ross. Film sklidil pozitivní recenze a to hlavně za celkový vizuál a atmosféru, scénář a herecký výkon Rosamunde Pike. Snímek získal jednu nominaci na Oscara za nejlepší ženský herecký výkon v hlavní roli, čtyři nominace na Zlatý Glóbus (nejlepší hlavní herečka, scénář, režie, hudba) a dvě nominace na cenu BAFTA pro nejlepší herečku a adaptovaný scénář.

## Seriály

### Dům z karet (2013–2018)
David Fincher se také podílel na režii dvou epizod úspěšného politicko-dramatického seriálu Dům z karet (House of Cards) z produkce internetové služby Netflix. Po odstoupení z postu režiséra, se seriálu věnoval jako výkonný producent.

### Mindhunter(2017–2019)
Nejnovější režisérský počin je dramatický seriál, z prostředí FBI, MINDHUNTER: Lovci myšlenek, opět z produkce Netflixu. Seriál měl premiéru 13. října 2017 a sklidil pozitivní hodnocení. V současnosti je potvrzeno natáčení druhé série.

## Chystané projekty

### Zabiják
David Fincher se po letech spojí se scenáristou Andrewem Kevinem Walkerem, který má na svědomí jeho nejlepší filmy (Hra, Klub rváčů a Sedm). Půjde opět o kriminální drama, kde se by se v hlavní roli měl objevit Michael Fassbender.

## Filmografie
- 1992 Vetřelec 3
- 1995 Sedm
- 1997 Hra
- 1999 Klub rváčů
- 2002 Úkryt
- 2007 Zodiac
- 2008 Podivuhodný případ Benjamina Buttona
- 2010 Sociální síť
- 2011 Muži, kteří nenávidí ženy
- 2014 Zmizelá
- 2020 Mank
- 2023 Zabiják